# میانکل (خمام)
میانکُل، روستایی از توابع بخش چوکام شهرستان خمام در استان گیلان ایران است.

## جمعیت
این روستا در دهستان چوکام قرار دارد و براساس سرشماری مرکز آمار ایران در سال ۱۳۸۵، جمعیت آن ۱۸۷ نفر (۶۰خانوار) بوده‌است.